# ويليام ديفيدسون (سياسي كندي)
ويليام ديفيدسون هو تاجر وسياسي كندي، ولد في 1740 في المملكة المتحدة، وتوفي في 17 يونيو 1790. انتخب عضو مجلس نواب نوفا سكوتيا.